# David L. Jones
David Lloyd Jones (* 1944 in Victoria) ist ein australischer Biologe. Er befasst sich hauptsächlich mit australischen Orchideen, deren Bestäubungsmechanismen und Systematik. Sein botanisches Autorenkürzel lautet „D.L.Jones“.

## Leben
Jones studierte Gartenbau am Burnley Horticultural College sowie Landwirtschaft an der Melbourne University. Nach seinem Studium arbeitete er 14 Jahre an einer gartenbaulichen Forschungseinrichtung des Bundesstaates Victoria. Ende der 1960er eröffnete er eine Gärtnerei in Montrose, die er zusammen mit seiner Frau betrieb. 1978 verlegten sie den Betrieb nach Currumbin Valley. 1987 erhielt Jones eine Forschungsstelle am Australian National Botanic Garden in Canberra.
Jones war 1968 Gründungsmitglied der Victoria Group der Australasian Native Orchid Society. 1969 gab er zusammen mit Bruce Muir den Band Orchids of Australia heraus, der auf den Texten und Aquarellen W. H. Nicholls’ beruhte. 1973 beschrieb er erstmals eine neue Orchideenart, Corybas hispidus. In seiner Gärtnerei verkaufte er zahlreiche australische Orchideenarten. 1988 kam sein Buch Native Orchids of Australia heraus, ab dieser Zeit konnte er sich auch beruflich mit der Erforschung der australischen Orchideen beschäftigen.
Jones gilt durch zahlreiche Exkursionen als einer der besten Kenner der australischen Orchideenflora. Er erweiterte die Herbarsammlung am Botanischen Garten in Canberra. Neben seinen Publikationen hat er auch über 2000 botanische Illustrationen angefertigt.